# Гар (департамент)
Гар, Ґар (фр. Gard) — департамент на півдні Франції, один з департаментів регіону Окситанія. Порядковий номер 30.
Названий за ім'ям річки Гардон (Гар).
Адміністративний центр — Нім. Населення 623,1 тис. чоловік (34-е місце серед департаментів, дані 1999 р.).

## Географія
Площа території 5853 км².
Департамент включає 3 округи, 46 кантонів і 353 комуни.

## Історія
У античності дана територія була добре освоєна римлянами, тут проходила дорога Віа Доміціа, яка була побудована у 118 до н. е.. Під час Великої французької революції Ґар став одним з перших 83 департаментів, утворених в березні 1790 р. Виник на території колишньої провінції Лангедок.